# Primula × murbeckii
Primula × murbeckii Lindq.  je kříženec tří druhů prvosenek: prvosenka jarní (P. veris) × prvosenka bezlodyžná (Primula vulgaris) × prvosenka vyšší (Primula elatior). Byla nalezena například ve dvou místech v západním Suffolku. Rostlina nalezená ve východní Cambridge v roce 1993 se zdála být výsledkem oplodnění divoké prvosenky vyšší pylem zahradnického kultivaru, P. veris × P. vulgaris. Britská distribuce P. x murbeckii byla předmětem odborné studie v roce 2008 (Taylor & Woodell).